# Domingos Duarte
Domingos Sousa Coutinho Meneses Duarte (* 10. März 1995 in Cascais) ist ein portugiesischer Fußballspieler.

## Karriere

### Verein
Domingos Duarte wurde mit 16 Jahren in die Jugendakademie von Sporting Lissabon aufgenommen und bestritt zu Beginn seiner Profikarriere zwei Spielzeiten für die B-Mannschaft des Vereins in der zweitklassigen Segunda Liga. Anschließend sammelte er auf Leihbasis Erstligaerfahrungen mit den Klubs Belenenses Lissabon und GD Chaves. In der Saison 2018/19 führte ihn ein weiteres Leihgeschäft zum spanischen Zweitligisten Deportivo La Coruña. Nach dem knapp verpassten Aufstieg wechselte er zur Spielzeit 2019/20 für drei Millionen Euro zum Erstligaaufsteiger FC Granada. Nach dem Abstieg des Clubs 2022 wechselte Duarte zum FC Getafe.

### Nationalmannschaft
Domingos Duarte nahm mit der U19-Auswahl Portugals an der Europameisterschaft 2014 teil, erreichte das Finale und spielte sich mit seinen Leistungen in die Mannschaft des Turniers. Anschließend bestritt er mit der U20-Auswahl die Weltmeisterschaft 2015, in der Portugal im Viertelfinale ausschied. Für die U21-Auswahl kam er lediglich im März 2017 zu einem Einsatz. Danach blieb er zunächst unberücksichtigt, ehe er anlässlich zweier EM-Qualifikationsspiele im November 2019 von Nationaltrainer Fernando Santos erstmals in den Kader der A-Nationalmannschaft berufen wurde. Sein Debüt erfolgte knapp ein Jahr später, am 11. November 2020, im Rahmen eines Freundschaftsspiels gegen Andorra.

## Erfolge
- Berufung in die Mannschaft des Turniers bei der U19-Europameisterschaft 2014